# Будэй (Тараклийский район)
Будэй (рум. Budăi) — село в Тараклийском районе Молдавии. Является административным центром коммуны Будэй, включающей также село Дерменджи.

## География
Село расположено на высоте 25 метров над уровнем моря. Недалеко от северо-восточной окраины села, по направлению с северо-запада на юго-восток протекает река Большая Салчия (правый приток реки Ялпуг).

## Население
По данным переписи населения 2004 года, в селе Будэй проживает 1020 человек (515 мужчин, 505 женщин).
Этнический состав села:
| Национальность | Число жителей | Процентный состав |
| -------------- | ------------- | ----------------- |
| молдаване      | 363           | 35,59             |
| болгары        | 203           | 19,9              |
| украинцы       | 196           | 19,22             |
| русские        | 145           | 14,22             |
| гагаузы        | 101           | 9,9               |
| румыны         | 1             | 0,1               |
| прочие         | 11            | 1,08              |
| Всего          | 1020          | 100 %             |